# Louis Huybrechts
Louis Huybrechts (21 de fevereiro de 1875 — 1963) foi um velejador belga, medalhista olímpico. Ele competiu nos Jogos Olímpicos de Verão de 1908 na classe 6 Metre e conquistou a medalha de prata na disputa a bordo do Zut com Léon Huybrechts e Henri Weewauters.